# Ов324
«Ов324» — российский паровоз типа 0-4-0, выпущенный в 1905 году Невским заводом (Санкт-Петербург, Российская империя). Относится к паровозам «нормального типа 1904 г.» (с 1912 года — серия Ов, также известная как Овечка). Указанное обозначение паровоз получил в 1912 году. До 2017 года Ов324 являлся старейшим действующим паровозом на территории России и всего постсоветского пространства; с 2017 года этот статус принадлежит танк-паровозу Ь2012 постройки 1897 года. 
Работает преимущественно на манёврах в локомотивном депо Санкт-Петербург-Сортировочный-Московский (ТЧР-7).

## В кинематографе

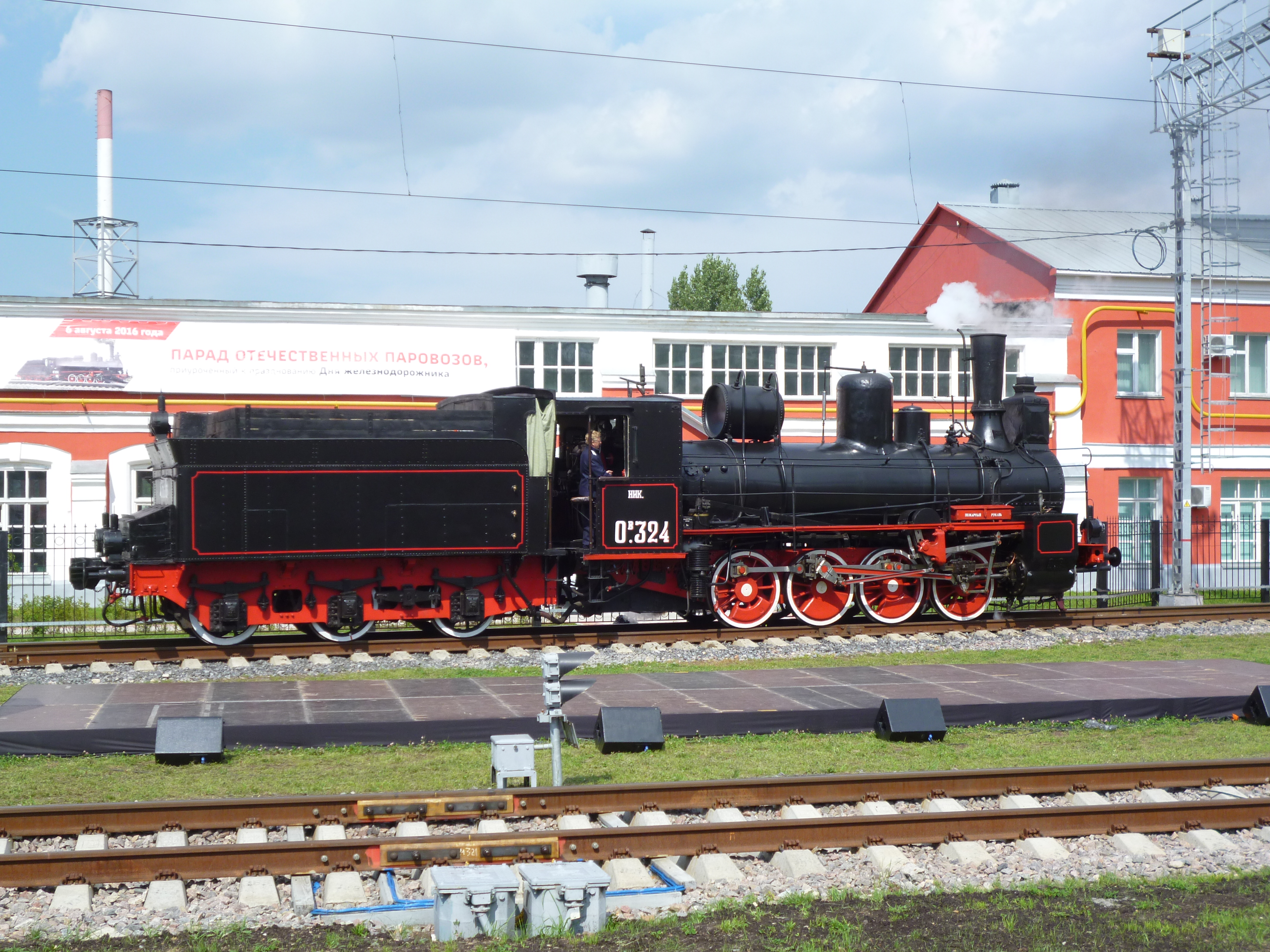
На станции Подмосковная

Паровоз Ов324 как архетипичный локомотив рубежа XIX и XX веков часто снимается в фильмах. В том числе:
- Комедия строгого режима (1992 год) — в конце фильма герои пытаются совершить на данном паровозе побег
- Про уродов и людей (1998 год)
- Сибирский цирюльник (1998 год) — неоднократное появление
- Статский советник (2005 год)
- Морфий (2008 год)
- Анна Каренина (2009 год) — эпизодически на заднем плане в сценах на вокзале
- Край (2010 год) — заброшенный и обросший мхом паровоз, который находит и восстанавливает бывший машинист Игнат
- Матильда (2017 год) — локомотив всех поездов в фильме

## Прочее
21 января 2012 года Ов324 возглавлял парад локомотивов в честь 100-летия локомотивного депо Санкт-Петербург-Сортировочный-Московский.
С 1 по 3 августа 2014 — участник экспозиции, проводящейся в честь 180-летия первого российского паровоза на кольце ЭК ВНИИЖТ в Щербинке.
Большое количество фотографий паровоза Ов324 приведено в книге «Ожившие паровозы. Довоенные серии», 2009, Железнодорожное Дело, ISBN 978-5-904679-01-9